# 默愛
是2020年的劇情電影，由法蘭西斯·李編劇和執導，故事描述凱特·溫斯蕾飾演的英國古生物學家瑪麗·安寧，瑟夏·羅南飾演的英國地質學家夏洛特·麥奇生之間的愛情，這段感情純屬虛構，根據歷史資料顯示，兩人僅是朋友。此外，珍瑪·鍾斯、詹姆士·麥卡德、艾力克·薩克魯和費歐娜·蕭也參與電影演出。
該片於2020年9月11日在多倫多國際影展全球首映。2021年1月14日在澳大利亞上映，3月26日在英國上映。

## 故事大綱
1840年代的英國，古生物學家兼化石蒐藏家瑪麗·安寧和她的母親茉莉同住，兩人共同經營一家位於多塞特郡萊姆里傑斯的小商店。瑪麗常在退潮時到海灘撿拾化石，菊石是最常見的一種。在她返家後，她幫忙她母親把幾個動物雕像給擦亮。
某日，地質學家羅德里克·麥奇生帶著妻子夏洛特·麥奇生參觀瑪麗的店，羅德里克對瑪麗在學術界的成就深感佩服，並打算付費請她傳授蒐集化石方面的知識。雖然瑪麗最初沒什麼意願，但她後來還是接受了提議。當晚，在飯店房間裡，羅德里克對夏洛特的性挑逗的反應冷淡，並表示現在不是生另一個孩子的時候。
清晨，羅德里克到海邊向瑪麗學習化石採集，歸來後發現妻子死氣沉沉地躺在床上，便到瑪麗的店裡，委託瑪麗陪伴身體微恙的夏洛特，希望她幫夏洛特發展興趣，因為羅德里克打算在歐洲進行為期四至六週的學術之旅。瑪麗原本無意答應，但看在酬勞豐厚的份上便答應了。
起初，瑪麗和夏洛特的關係並不融洽。在夏洛特為了治病而把自己浸泡在海裡並因此發燒病倒後，幫她治病的利伯森醫師指示她臥床休息，並指派瑪麗看顧她。瑪麗到她的友人伊莉莎白·菲爾波特那裡買了罐藥膏，但沒打算在對方家裡多留一秒。夏洛特很快就痊癒了，之後兩人到外遊玩的次數變多了，還一起手做了個寶螺製的鏡框。夏洛特也試著幫忙做家事，她對自己生子失敗感到難過，後來她得知茉莉每天擦亮的小雕像代表她已故的八個孩子。
利伯森醫師到店裡邀請瑪麗參加晚上的獨奏會，在瑪麗表示想帶夏洛特一起去時，利伯森醫師認為這對夏洛特身體有害，但瑪麗堅持和夏洛特一起出席。當晚，兩人攜手參加活動，夏洛特和鎮民們打成一片，聆聽大提琴演奏；而不善社交的瑪麗獨自在室外吸菸，一臉忌妒地看著夏洛特，並淋著雨獨自回家。夏洛特很快也跟著回來，並發現瑪麗在日記裡寫了首浪漫的情詩。
夏洛特在海灘發現特別的巨石，便和瑪麗用擱淺船隻的木板把它搬回店裡，兩人從中掘出魚龍的化石，類似於瑪麗在11歲時發現的、並在之後送到大英博物館的那一塊。瑪麗把工具清理乾淨，在夏洛特準備就寢時，她吻了瑪麗並說了聲晚安，這個吻使兩人的激情如乾柴烈火般燃起，並進行了口交。之後兩人在海邊戲水，在床上展現激情。羅德里克寄來一封信，要夏洛特返家，心煩意亂的夏洛特在離開的前一晚和瑪麗激烈地雲雨一番。數日之後，茉莉在家中跌倒，不久後撒手人寰。伊莉莎白拜訪瑪麗家並表示哀悼，她鼓勵瑪麗不要結束她與夏洛特的關係。
瑪麗收到夏洛特寄來的信，信上要她前往倫敦。在瑪麗拜訪麥奇生宅邸後，見到屋內玻璃櫃中陳列的大型菊石化石。夏洛特帶瑪麗到瑪麗的臥室，表示她可以直接搬進來住。感到不安的瑪麗指責夏洛特不尊重自己的生活，並表示她不會成為夏洛特用來「裝在金籠子裡的鳥」。
在大英博物館，瑪麗經過陳列畫作和雕塑的大廳，來到展示自己發現的魚龍化石的玻璃展示櫃，但她發現化石旁的說明文字沒有提到自己的名字。此時夏洛特緩步走來，兩位女子隔著玻璃凝視對方。

## 演員
- 凱特·溫斯蕾飾演瑪麗·安寧，古生物學家、化石蒐藏家。
- 瑟夏·羅南飾演夏洛特·麥奇生（英语：Charlotte Murchison），地質學家[6]
- 費歐娜·蕭飾演伊莉莎白·菲爾波特（英语：Elizabeth Philpot），古生物學家。
- 珍瑪·鍾斯飾演茉莉·安寧，瑪麗的母親。
- 詹姆士·麥卡德（英语：James McArdle）飾演羅德里克·麥奇生，地質學家，夏洛特的丈夫。
- 艾力克·薩克魯（英语：Alec Secăreanu）飾演飾演利伯森醫師。
- 克萊兒·洛許布魯克（英语：Claire Rushbrook）飾演愛蓮娜·巴特斯。

## 制作
2018年12月，官方宣布了電影的導演、編劇、製片的訊息，並宣布兩位主演是凱特·溫斯蕾和瑟夏·羅南。2019年3月，費歐娜·蕭宣布了她在劇中的角色，同年5月，宣布珍瑪·鍾斯、詹姆士·麥卡德、艾力克·薩克魯和克萊兒·洛許布魯克參演電影的消息。
電影自2019年3月11日起在英國多塞特郡萊姆里傑斯進行主體拍攝。為了增進演員帶入角色情境，電影的各個場景是依照故事發生的時間順序拍攝的。萊姆里傑斯博物館館長大衛·塔克擔任該片的科學顧問。

## 發布
2019年2月，獅門英國和傳動電影分別獲得《默愛》在英國和澳洲的發行權，2020年1月，Neon耗資300萬美金買下這部電影在美國和加拿大的發行權。《默愛》原定於2020年迦納電影節全球首播，但在嚴重特殊傳染性肺炎疫情的影響下取消。而原訂於該年9月在特柳賴德電影節進行的首映也因同一原因取消。
《默愛》在2020年9月11日在多倫多國際影展上全球首映。凱特·溫斯蕾獲得多倫多國際影展的致敬演員獎。《默愛》計畫在多個電影節上映，包括2020年金馬國際影展、多維爾美國電影節、漢普頓國際電影節、磨坊谷電影節、紐約LGBT電影節、根特電影節、倫敦影展、芝加哥影展以及蒙特克莱電影節。
2020年11月13日，《默愛》在美國上映，2021年1月14日在澳洲上映，3月26日在英國上映。

## 迴響

### 票房
美國上映首個周末的票房為87552美元。

### 評論
根據評論彙總網站爛番茄上的245則評論，這部電影獲得69%的好評，平均評分是6.7分（滿分10分）。該網站的共識是「瑟夏·羅南和再好不過的凱特·溫斯蕾使《默愛》脫穎而出」。在Metacritic上，該片的加權平均分數是72分（滿分100分），獲得普遍好評《影音俱樂部》的Katie Rife給這部電影的評分是B-，理由是主角之間的欠缺化學反應、電影節奏不一。評論指出「這部電影兼具了讓人熱血沸騰和冰冷刺骨的要素，對比十分鮮明，就好像藍色的腳趾浸入冰冷的海水，而髮髻則因為性交而零亂不堪，臉頰也紅通通的」。《好萊塢報導》將這部電影列為2020年裡最佳影片的第4名。在IndieWire的2020年50部最佳電影中，這部電影名列第27，而在《君子雜誌》的同類排名中，這部電影名列第43。這部電影還名列RogerEbert.com的2020年最佳電影榜單。

### 與史實的差異
沒有資料表明現實中的安寧的性傾向，而電影的歷史準確性也受到質疑，根據報導，安寧的兩位遠親對電影將她設定成女同性戀給了不同的反應，洛林·安寧支持電影的安排，但芭芭拉·安寧批評這個設定。
法蘭西斯·李在一系列的推特文章中為自己辯護，文中提到「在看到酷兒歷史在整個文化中經常被『掰直』並考慮到這位歷史人物就記錄而言沒有異性關係之後，以另一種角度檢視這位人士是不允許的嗎？」有些評論也批評這個設定。而《衛報》的一篇文章寫道，「無人知曉瑪麗·安寧是否有情人，但這部電影描述女性在她的生活中扮演重要角色一事是正確的決定」。

## 延伸閱讀
- Tappenden, Roz. . BBC News. 2020-10-16  [2022-06-13]. （原始内容存档于2022-07-18）.

## 外部連結
- 官方网站
- 互联网电影数据库（IMDb）上《默愛》的资料（英文）